# Abbotsford (circonscription britanno-colombienne)
Pour les articles homonymes, voir Abbotsford.
Circonscription électorale provinciale du Canada
Abbotsford est une ancienne circonscription provinciale de la Colombie-Britannique représentée à l'Assemblée législative de la Colombie-Britannique de 1991 à 2001.

## Géographie
La circonscription représentait la ville d'Abbotsford située dans l'ouest de la région du Grand Vancouver et en bordure de la frontière canado-américaine.

## Liste des députés
| Législature                                               | Années                                                    | Député                                                    | Député                                                    | Parti                                                     |
| Abbotsford Circonscription issue de Central Fraser Valley | Abbotsford Circonscription issue de Central Fraser Valley | Abbotsford Circonscription issue de Central Fraser Valley | Abbotsford Circonscription issue de Central Fraser Valley | Abbotsford Circonscription issue de Central Fraser Valley |
| --------------------------------------------------------- | --------------------------------------------------------- | --------------------------------------------------------- | --------------------------------------------------------- | --------------------------------------------------------- |
| 35e                                                       | 1991–1995                                                 |                                                           | Harry de Jong                                             | Créditiste                                                |
| 35e                                                       | 1995-1996                                                 |                                                           | John van Dongen                                           | Libéral                                                   |
| 36e                                                       | 1996–2001                                                 |                                                           | John van Dongen                                           | Libéral                                                   |
| Circonscription abolie, voir : Abbotsford-Clayburn        |                                                           |                                                           |                                                           |                                                           |